# 록웰 B-1 랜서
록웰 B-1 랜서(영어: Rockwell B-1 Lancer)는 미 공군의 초음속 전략폭격기다.

## 개발 배경
B-52가 이제 막 실전 배치되기 시작한 1950년대 말부터 후계기 개발이 시작되었는데 당시 트렌드는 속도였다. 제트시대가 본격 개시되면서 순식간 구닥다리가 되어버린 B-36을 B-52가 급속히 대체할 수 있었던 가장 큰 이유도 바로 이것이었다. 
그런데 제트시대가 개막 된지 얼마 되지 않아 초음속 시대가 열리면서 B-52도 과거의 유물로 전락할 가능성이 커졌다.
미 공군은 적기가 쫓아오지 못할 만큼 빠른 속도로 적진을 신속히 파고들어 핵폭탄을 투하하는 것이 효과적일 것이라고 생각하였다. 
적의 요격으로부터 안전한 고고도로 최대 마하 3의 속도로 비행할 수 있는 XB-70의 개발이 시작되었고 머지않아 이제는 속도가 느린 B-52도 물러나야 할 것으로 예상하였다. 하지만 1960년에 벌어진 U-2기 격추사건은 고고도 침투의 효용성에 대해 의구심이 들게 만들었다.
사실 레이더 포착이 쉬운 고고도 침투는 멀리서부터 적에게 나의 존재를 광고하는 것과 다름없었다. 안전을 담보하기 위한 고속 비행도 적이 같은 속도를 낼 수 있는 MiG-25 같은 요격기를 개발하면서 그다지 효과적인 방법이 아닌 것이 되어 버렸다. 
어차피 멀리 날아가 핵폭탄을 투하하는 것이 목적이라면 ICBM같은 미사일을 이용하는 것이 훨씬 안전하였다. 결국 XB-70 프로젝트는 1972년에 이르러 완전히 취소되었다.
하지만 미 공군의 폭격기에 대한 사랑까지 결코 바뀐 것은 아니었다. 고고도 고속 침투가 효과적인 방법이 아닌 것으로 판단되자 반대로 적의 방공망을 피할 수 있을 만큼의 초저공으로 비행하는 방법이 대안으로 떠올랐다. 
그들은 어떠한 사유로도 전략폭격기를 포기할 생각이 없었고 오히려 다른 방식으로 접근하였던 것이었다.

## 개발
1955년 미국 공군은 보잉 B-52 스트래토포트리스의 적재하중과 작전범위, 컨베어 B-58 허슬러의 최대속도 마하 2가 합쳐진 새로운 폭격기 요구사항을 공표한다.
만재중량 120톤 B-52는 F-16급 엔진 8개를 탑재하고도 속도가 느린데, 만재중량 148톤 B-1B는 F-15/F-16급 엔진 4개를 탑재하고도 초음속의 속도를 낸다. 이는 첫 번째로 B-1은 동체와 날개단면(에어포일)이 초음속을 위하여 날렵하게 만들어졌기 때문이며, 두 번째로 B-52는 엔진에 애프터버너가 없지만 B-1계열에는 있기 때문이다. 애프터버너는 초음속을 위해 거의 필수적인 요소로 엔진의 드라이 파워(애프터버너 없이 최대출력)가 충분한 극히 일부 경우와, 로켓의 초기가속을 받는 램제트를 제외하고는 거의 모든 항공기용 제트엔진은 애프터버너 없이는 출력 문제로 초음속 수평비행을 하지 못한다.

### 업그레이드

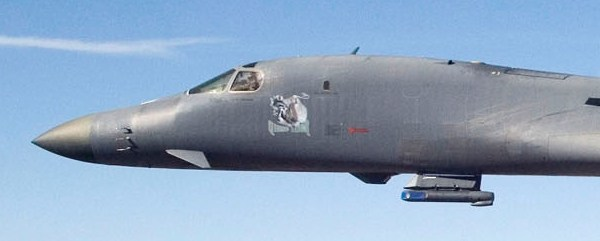
스나이퍼 타게팅 포드를 장착한 B-1B

2007년 스나이퍼 타게팅 포드를 장착했다. 2012년 6월 링크 16을 탑재했다.

## 뉴 스타트
2010년 4월 8일 미국 오바마 대통령과 러시아 메드베데프 대통령이 체코 프라하에서 뉴 스타트 전략무기감축협정을 체결했다. 이에 따라 B-1B 핵폭격기의 수소폭탄을 제거하고 재래식 폭탄, 미사일만 장착하기로 하였다. B-52, B-2 스피릿에는 계속 수소폭탄을 탑재한다.
B-1 내부무장창에 있는 핵무장 전용 케이블 커넥터 2개가 제거되었다.
2025년 현재, B-1B는 핵무장을 하지 않는다고 알려져 있지만, 러시아판 B-1B인 투폴레프 Tu-160은 핵무장을 한다고 알려져 있다. 투폴레프 Tu-160은 Kh-55 공대지 핵순항미사일 6발을 좌우의 내부무장창에 탑재하여, 모두 12발을 탑재한다.
Kh-55 공대지 핵순항미사일은 다양한 버전이 있지만, 무게 410 kg, 폭발력 200-250 kT의 수소폭탄을 장착했다고 알려져 있다.

## 실전기록

### 공군지구권타격사령부
2015년 4월에 발표된 USAF 재편의 일환으로 모든 B-1은 2015년 10월에 Air Combat Command에서 공군지구권타격사령부(GSC)로 재배치되었다.
2017년 7월 8일, USAF는 특히 북한이 알래스카에 도달할 수 있는 ICBM을 7월 4일에 시험한 것에 대한 대응으로 긴장이 고조되는 가운데 북한 국경 근처에서 두 대의 B-1을 비행시켜 무력을 과시했다.
2018년 4월 14일, B-1은 2018년 시리아 다마스쿠스와 홈스 폭격의 일환으로 19발의 JASSM 미사일을 발사했다. 2019년 8월에 6대의 B-1B가 완전한 임무 수행 능력을 달성했다. 15대는 창고 유지 관리를 받고 있었고 39대는 수리 및 검사를 받고 있었다.
2021년 2월, USAF는 17대의 B-1을 퇴역시키고 45대의 항공기를 운용할 것이라고 발표했다. 이 중 4대는 필요할 경우 복귀할 수 있는 상태로 보관된다.
2021년 3월, B-1이 처음으로 노르웨이의 Ørland Main Air Station에 배치되었다. 배치 중에 노르웨이와 스웨덴 지상군 합동 터미널 공격 관제사와 함께 폭격 훈련을 실시했다. 또한 B-1 1대는 Bodø Main Air Station에서 웜 피트 급유를 실시하여 노르웨이 북극권에 처음으로 착륙했으며, 스웨덴 공군 JAS 39 Gripen 전투기 4대와 통합되었다.
2024년 2월 2일, 미국은 요르단에서 드론 공격으로 미군 3명이 사망한 것에 대한 다단계 대응의 일환으로 이라크와 시리아의 7개 지역에 있는 85개 테러리스트 목표물을 공습하기 위해 B-1B 2대를 배치했다.

## 대한민국

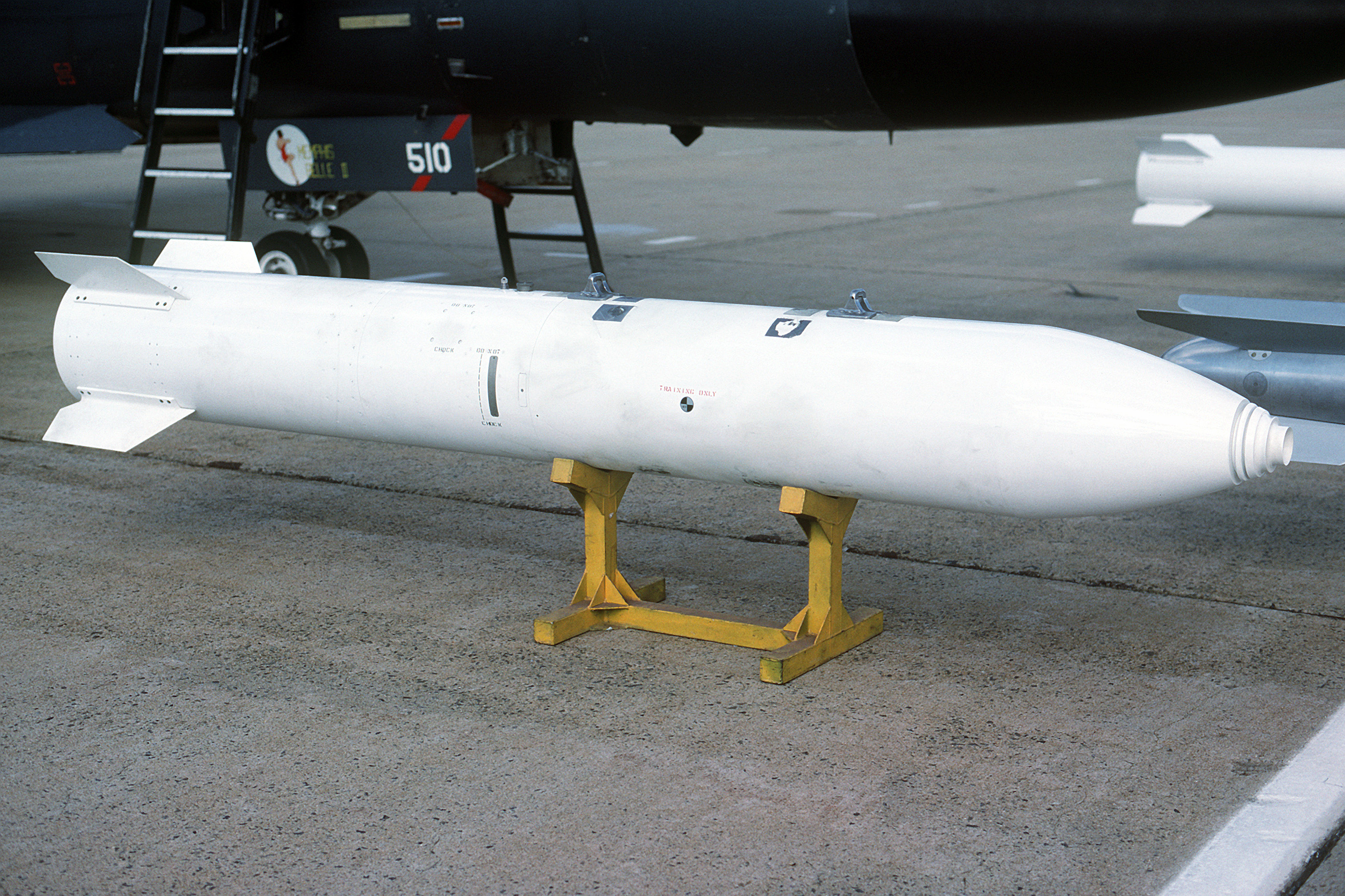
B-1B 랜서는 1.2Mt 폭발력인 B83 수소폭탄 24발을 탑재한다.

2016년 9월 21일, 미 공군 B-1B 전략폭격기 2대가 괌 앤더슨 공군기지를 이륙해 오후 1시 10분 오산 공군기지에 도착, 1대가 착륙했다.
- 2016년 9월 9일, 북한 5차 핵실험
- 2016년 9월 21일, 미 공군 B-1B 전략폭격기 1대 오산 공군기지 착륙

2017년 9월 19일, 유엔 총회 연설에서, 트럼프 대통령이 북한을 완전히 파괴(totally destroy)할 수 있다고 말했다.
2017년 9월 23일, 미 공군 B-1B 전략폭격기 2대가 야간에 괌 앤더슨 공군기지를 이륙했다. 중간에 KC-135의 공중급유를 받았다. 오키나와 가데나 공군 기지에서 이륙한 미 공군 F-15C 전투기 6대가 호위를 했다. 동해 NLL을 넘어 21세기 들어 가장 북쪽까지 비행을 했다. 23일 15시 30분(뉴욕시간, 한국시간 24일 04시 30분) 유엔 총회에서 리용호 북한 외무상이 유사시 서울에 대한 핵선제공격을 하겠다고 연설하기 한시간 전인 한국시간 24일 03시 30분에 미국 국방부가 리용호의 연설 3시간 전인 한국시간 24일 01시 30분에 B-1B가 북한 동해 상공을 비행했다고 발표했다. 미국 폭격기와 전투기가 북한 동해 공해상까지 비행한 것은 1953년 정전협정 체결 이후 처음이다.
B-1B 전략폭격기는 1.2Mt B83 수소폭탄 24발을 탑재한다. B-1B 전략폭격기 2대면 48발 57.6 Mt으로서, 13 kt 폭발력인 히로시마 원폭 리틀보이 4430발 분량이다. 한중일북한 4개국 수뇌부가 모두 자고 있는 새벽 한시에, 히로시마 원폭 4천발을 탑재한 미국 핵폭격기가 한국전쟁 이후 최초로 38선을 넘어 북한쪽으로 비행했다. 정말 탑재했는지 비어있었는지는 아무도 모른다.
보통, B-1B는 핵무기가 없다고 언론에 보도되고 있다. 그러나, 정확한 팩트인지는 자세한 점검이 필요하다.
2020년 4월 29일, 팀 레이 미공군 공군지구권타격사령부(GSC) 사령관(공군 대장)은 미국 공군협회 산하 미첼연구소 주관으로 열린 '핵억지력' 대담에서 "미국의 핵 폭격기들은 정기로 한반도 등 태평양 지역으로 전개될 것"이라면서 "앞으로 태평양지역에서 B-1B의 역할이 더 증대될 것이며 스텔스 전략폭겨기로 알려진 B-2도 계속 전개될 것"이라고 밝혔다. 레이 사령관은 "전략폭격기들은 사우스다코다주에서 남중국해까지 비행했다"면서 "원하는 어느 곳이든 날아갈 수 있다"면서"이를 통해 역내 어느 곳에서도 미국의 파트너나 동맹들과 작전 수행이 가능하며 확장된 핵 억지를 통해 역내 평화를 유지할 수 있는 것"이라고 강조했다. 그는 "미국의 전략 폭격 자산이 언제든 원하는 곳에 오갈 수 있는 상황"이라면서 "앞으로 인도태평양 지역에서 미국의 3가지 폭격기들이 운영되는 것을 계속 볼 것"이라고 덧붙였다.
즉, 미공군의 핵미사일 발사를 전담하는 공군지구권타격사령부(GSC) 사령관은 B-1B를 핵폭격기라고 말했다. 한국 언론에서는 B-1B가 핵폭격기가 아니라 재래식폭격기라고 보도되고 있는데, 정확한 팩트인지 점검이 필요하다.

## 제원 (B-1B)
일반 특성
- 승무원: 4명

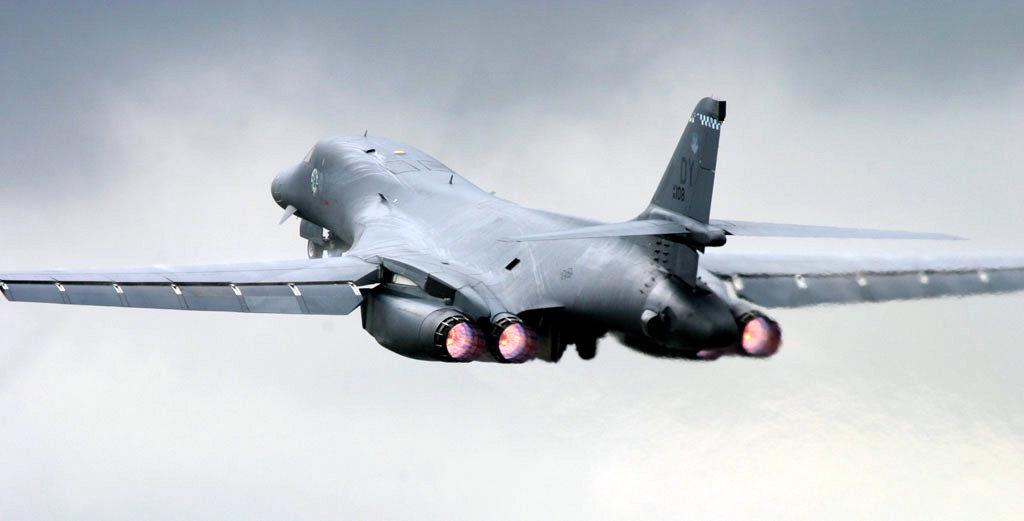
B-1B 랜서 폭격기는 F-15, F-16과 동일한 출력의 엔진 4개를 장착했다.

- 화물: 125,000 lb (56,700 kg) ; 내부무장, 외부무장 합계
- 길이: 146 ft (44.5 m)
- 날개폭:
  - 펼침: 137 ft (42 m)
  - 접힘: 79 ft (24 m)
- 높이: 34 ft (10.4 m)
- 날개면적: 1,950 ft² (181.2 m²)
- 경하중량: 192,000 lb (87,100 kg)
- 만재중량: 326,000 lb (148,000 kg)
- 최대이륙중량: 477,000 lb (216,400 kg)
- 엔진: 4 × 제너럴 일렉트릭 F101-GE-102 augmented 터보팬
  - 추력: 17,390 lbf (77.4 kN) 각각
  - 애프터버너 추력: 30,780 lbf (136.92 kN) 각각
- 연료량: 10,000 U.S. gal (37,900 L) 1-3 내부무장창의 연료탱크 각각

성능
- 최고속도:
  - 고고도: 마하 1.25 (1,335 km/h), 고도 50,000 ft (15,000 m)
  - 저고도: 마하 0.92 (1,100 km/h), 고도 200–500 ft (60–150 m)
- 항속거리: 5,100 해리 (5,900 mi; 9,400 km)
- 전투행동반경: 2,993 해리 (3,444 mi; 5,543 km)
- 최고고도: 60,000 ft (18,000 m)

무장
- 하드포인트:
  - 6× 외부 하드포인트, 50,000 lb (23,000 kg)
  - 3× 내부무장창, 75,000 lb (34,000 kg)
- 폭탄:
  - 84× Mk-82 Air inflatable retarder (AIR) general purpose (GP) bombs
  - 81× Mk-82 low drag general purpose (LDGP) bombs
  - 84× Mk-62 Quickstrike sea mines
  - 24× Mk-84 범용폭탄, 무게 1톤
  - 24× Mk-65 해상 기뢰
  - 30× CBU-87/89/CBU-97 Cluster Bomb Units (CBU)
  - 30× CBU-103/104/105 Wind Corrected Munitions Dispenser (WCMD) CBUs
  - 24× GBU-31 JDAM GPS 유도 폭탄, 무게 1톤 (Mk 84, BLU-109 탄두)
  - 15× GBU-38 JDAM GPS guided bombs (Mk-82 GP warhead)
  - 48× GBU-38 JDAM (using rotary launcher mounted multiple ejector racks)
  - 48× GBU-54 LaserJDAM (using rotary launcher mounted multiple ejector racks)
  - 24× AGM-154 JSOW, 무게 500 kg, 사거리 130 km
  - 96× 또는 144× GBU-39 SDB GPS 유도폭탄
  - 24× AGM-158 JASSM, 무게 1톤, 사거리 370 km
  - 24× B61 또는 B83 핵폭탄 (뉴 스타트 이후 미탑재)

## 같이 보기
- 투폴레프 Tu-160 - 러시아판 B-1